# Rūta Meilutytė
Rūta Meilutytė (Kaunas, 19 de março de 1997) é uma nadadora lituana, campeã olímpica.
Foi medalhista de ouro nos Jogos Olímpicos de Londres 2012 e, dois anos depois, nos Jogos Olímpicos da Juventude, em Nanquim 2014. Com isso, ela tornou-se a primeira pessoa – e por enquanto a única - a ganhar um ouro olímpico antes de ganhar a mesma medalha nos Jogos Olímpicos da Juventude.

## Biografia
Nascida na Lituânia em 1997, perdeu a mãe aos 4 anos de idade. O seu pai deixou-a ao cuidado da avó enquanto foi trabalhar para os Estados Unidos da América. Quando Rūta fez 13 anos de idade, o pai levou-a para Inglaterra com o resto da família. Segundo o seu pai, Rūta herdou o jeito, força e charme da mãe e para ele era claro que a sua filha seria uma grande nadadora, pois aos 13 anos já calçava o numero 43.
Com apenas 15 anos bateu nove recordes do seu país, bem como o recorde Europeu dos 100 metros bruços.
Meilutytė, tornou-se numa surpresa e sensação ao ganhar a medalha de ouro nos 100 metros bruços nos Jogos Olímpicos de Londres 2012, tendo-se tornado a mais nova nadadora a vencer a medalha olímpica da especialidade.
Nos Jogos Olímpicos do Rio 2016 ela alcançou somente o sétimo lugar.
A nadadora que em 2018 revelou ter sofrido uma depressão, anunciou em 22 de Maio de 2019 o fim da carreira desportiva, aos 22 anos. O anúncio acontece depois de a Federação Lituana de Natação ter indicado no início de maio que Meilutyte enfrentava uma sanção de um a dois anos de suspensão, por ter falhado três controlos antidoping, o que a afastaria dos Jogos Olímpicos de Tóquio, em 2020. Contudo, em dezembro de 2021, retornou à natação no Campeonato Lituano em Piscina Curta, onde ganhou três ouros e uma prata.
Em junho de 2022, obteve o bronze no 100 m peito e o ouro no 50 m desse estilo no Mundial de Esportes Aquáticos em Budapeste. Em 17 de dezembro do mesmo ano, estabeleceu o novo recorde mundial do 50 m peito, ocorrido nas semifinais da categoria no Mundial em Piscina Curta em Melbourne. No dia seguinte, conquistou o título dessa prova na mesma competição.
Em 25 de julho de 2023, foi campeã dos 100 m peito no Mundial em Fukuoka. Cinco dias depois, alcançou a primeira posição na final dos 50 m peito no mesmo evento e quebrou o recorde mundial dessa prova com o tempo de 29 segundos e dezesseis centésimos. Em 18 de fevereiro de 2024, ganhou novamente o ouro nos 50 m peito no Mundial em Doha.

## Recordes
| 50 m bruços                   | 30.99   | Mare Nostrum                        | 10 de junho de 2012   | Recorde nacional |  |  |
| 100 m bruços                  | 1:04.35 | Campeonato do Mundo - Barcelona     | 29 de julho de 2013   | Recorde mundial  |  |  |
| 100 m bruços                  | 1:05.21 | Londres 2012                        | 29 de julho de 2012   | /                |  |  |
| 50 m bruços (piscina curta)   | 30.58   | FINA/ARENA Swimming World Cup       | 23 de outubro de 2011 | Recorde nacional |  |  |
| 100 m bruços (piscina curta)  | 1:08.30 | FINA/ARENA Swimming World Cup       | 22 de outubro de 2011 | Recorde nacional |  |  |
|                               |         |                                     |                       |                  |  |  |
| 50 m livres                   | 25.55   | Londres 2012                        | 3 de agosto de 2012   | Recorde nacional |  |  |
| 100 m livres                  | 55.57   | Campeonato Britânico                | 7 de março de 2012    | Recorde nacional |  |  |
| 200 m livres                  | 2:02.68 |                                     | 7 de maio de 2012     | Recorde nacional |  |  |
|                               |         |                                     |                       |                  |  |  |
| 50 m costas                   | 30.99   |                                     |                       | Recorde nacional |  |  |
| 100 m costas                  | 1:07.30 |                                     |                       | Recorde nacional |  |  |
|                               |         |                                     |                       |                  |  |  |
| 100 m estilos (piscina curta) | 1:02.19 | FINA/ARENA Swimming World Cup       | 23 de outubro de 2011 | Recorde nacional |  |  |
| 200 m estilos (piscina curta) | 2:17.65 | ASA South West Region Championships | 4 de dezembro de 2011 | Recorde nacional |  |  |

| Tipo            | Distancia | Estilo | Tempo   | Evento       | Local                | Data                | Idade |
| --------------- | --------- | ------ | ------- | ------------ | -------------------- | ------------------- | ----- |
| Recorde europeu | 100 m     | Bruços | 1:05.21 | Londres 2012 | Londres, Reino Unido | 29 de julho de 2012 | 15    |

Legenda
| Recorde mundial      | Recorde mundial (World record)               |                       | Recorde africano                      | Recorde africano (African) |                                           | Q | Classificado por posição (Qualified) |
| Recorde olímpico     | Recorde olímpico (Olympic record)            | Recorde da América    | Recorde da América (Americas)         | q                          | Classificado por melhor tempo (Qualified) |   |                                      |
| Melhor marca do ano  | Melhor marca do ano (World leading)          | Recorde asiático      | Recorde asiático (Asian)              | DNS                        | Não largou (Did not start)                |   |                                      |
| Recorde nacional     | Recorde nacional (National record)           | Recorde europeu       | Recorde europeu (European)            | DNF                        | Não terminou (Did not finish)             |   |                                      |
| Recorde pessoal      | Recorde pessoal do atleta (Personal best)    | Recorde da Oceania    | Recorde da Oceania (Oceania)          | DSQ / DQ                   | Desclassificado (Disqualified)            |   |                                      |
| Recorde da temporada | Recorde da temporada do atleta (Season best) | Recorde sul-americano | Recorde sul-americano (South America) | NM                         | Sem marca (No mark)                       |   |                                      |

## Decorações
Grande Cruz da Ordem do Mérito da Lituânia. 10 de agosto de 2012